# ولاية أمريكية
الولاية الأمريكية (بالإنجليزية: U.S. state) هي واحدة من الكيانات الجزئية الخمسين التي تقع بداخل الولايات المتحدة الأمريكية، على الرغم من استخدام أربع ولايات أمريكية اسم «كومنولث» كلقب رسمي. والولاية هي التقسيم الإداري الأولي في الولايات المتحدة وبلدان أخرى مثل أستراليا. تقسم الولاية إلى مقاطعات (بالإنجليزية: County).
أي أنه في الولايات المتحدة، الدولة هي كيان سياسي مكون من 50 دولة. مرتبطة معًا في اتحاد سياسي، تتمتع كل ولاية بسلطة حكومية على منطقة جغرافية منفصلة ومحددة حيث تتشارك في سيادتها مع الحكومة الفيدرالية. بسبب هذه السيادة المشتركة، فإن الأمريكيين هم مواطنون في كل من الجمهورية الفيدرالية والدولة التي يقيمون فيها. تتسم مواطنة الدولة والإقامة بالمرونة، ولا يلزم الحصول على موافقة حكومية للتنقل بين الدول، باستثناء الأشخاص المقيدين بأنواع معينة من أوامر المحكمة (مثل المدانين المشروط وأطفال الأزواج المطلقين الذين يتشاركون الحضانة).
حكومات الولايات وتخصص السلطة من قبل الشعب (كل دولة منها) من خلال الفردية الدساتير. كلها ترتكز على المبادئ الجمهورية، وكل منها ينص على حكومة، تتكون من ثلاثة فروع، لكل منها سلطات منفصلة ومستقلة: التنفيذية والتشريعية والقضائية. تنقسم الولايات إلى مقاطعات أو ما يعادلها، والتي قد يتم تخصيصها لبعض السلطات الحكومية المحلية ولكنها ليست ذات سيادة. يختلف هيكل المقاطعة أو المقاطعة كثيرًا حسب الولاية، كما أن الولايات تنشئ حكومات محلية أخرى.
تمتلك الولايات، على عكس أراضي الولايات المتحدة، العديد من السلطات والحقوق بموجب دستور الولايات المتحدة. يتم تمثيل الولايات ومواطنيها في كونغرس الولايات المتحدة، وهو مجلس تشريعي من مجلسين يتألف من مجلس الشيوخ ومجلس النواب. يحق لكل ولاية أيضًا اختيار عدد من الناخبين (يساوي العدد الإجمالي للممثلين وأعضاء مجلس الشيوخ من تلك الولاية) للتصويت في الهيئة الانتخابية، وهي الهيئة التي تنتخب رئيس الولايات المتحدة بشكل مباشر. بالإضافة إلى ذلك، تتمتع كل ولاية بفرصة التصديق على التعديلات الدستورية، وبموافقة الكونجرس، يجوز لولايتين أو أكثر الدخول في اتفاقيات بين الولايات مع بعضها البعض. السلطة البوليسية لكل دولة معترف بها أيضًا.
تاريخيًا، تم اعتبار مهام إنفاذ القانون المحلي والتعليم العام والصحة العامة وتنظيم التجارة بين الدول والنقل المحلي والبنية التحتية، وكذلك الانتخابات المحلية والولائية والفيدرالية عمومًا من مسؤوليات الدولة، على الرغم من أن كل هذه المهام أصبحت الآن تمويل وتنظيم اتحادي هام أيضًا. مع مرور الوقت، تم تعديل الدستور وتغيير تفسير وتطبيق أحكامه. كان الاتجاه العام نحو المركزية والدمج، حيث لعبت الحكومة الفيدرالية دورًا أكبر بكثير مما كانت عليه في السابق. هناك نقاش مستمر حول حقوق الدول، والذي يتعلق بمدى وطبيعة سلطات الدول وسيادتها فيما يتعلق بالحكومة الفيدرالية وحقوق الأفراد.
يمنح الدستور للكونغرس سلطة قبول ولايات جديدة في الاتحاد. منذ إنشاء الولايات المتحدة في عام 1776 من قبل ثلاث عشرة مستعمرة، توسع عدد الولايات من 13 إلى 50. تم قبول كل ولاية جديدة على قدم المساواة مع الولايات القائمة. في حين أن الدستور لا يناقش صراحة مسألة ما إذا كانت الدول لديها القدرة على الانفصال عن الاتحاد، بعد فترة وجيزة من الحرب الأهلية، المحكمة العليا الأمريكية، في تكساس ضد. وايت، أن الدولة لا تستطيع أن تفعل ذلك من جانب واحد.

## نبذة
ظهرت الولايات الثلاث عشرة المؤسسة للاتحاد في يوليو 1776 خلال حرب الاستقلال الأمريكية (1775-1783)، بوصفها وريثة المستعمرات الثلاثة عشر، وذلك بعد الموافقة على قرار لي وتوقيع إعلان الاستقلال الأمريكي. قبل تلك الأحداث، كانت تلك الولايات مستعمرات بريطانية؛ ثمّ بدأت بالانضمام إلى أول اتحاد ولايات قام بين الأعوام 1777 و1781 نتيجة المصادقة على وثائق الكونفدرالية، والتي كانت أول دستور للولايات المتحدة. خلال تلك الفترة كذلك، وضعت الولايات حديثة العهد بالاستقلال دساتيرها الخاصة، والتي تُعتبر من أقدم الدساتير المكتوبة في العالم. رغم تباينها في بعض التفاصيل، فقد اشتركت دساتير الولايات تلك في السِمات التي اكتسبت أهمية خاصة في النظام الدستوري الأمريكي لاحقًا: فقد كانت جمهورية في شكل نظام الحُكم، وتفصل السلطة على ثلاثة فروع، وضمّ معظمها مجالس تشريعية بمجلسين، واحتوت على لوائح أو ميثاق حقوق. بعد تلك الفترة، أي من 1787 حتى 1790، صادقت الولايات كذلك على إطار فيدرالي جديد للحكومة في دستور الولايات المتحدة. بالنسبة للولايات، فقد بلوَر دستور الولايات المتحدة مفاهيم الفيدرالية.

## الحكومات
بناءً على عدة قرارات صادرة عن المحكمة العليا للولايات المتحدة، فإن الولايات الخمسين والولايات المتحدة ككيان هي ذات صلاحيات سيادية. لا تُعتَبر الولايات تقسيمات إدارية للبلاد؛ ويسمح التعديل العاشر لدستور الولايات المتحدة للولايات بممارسة جميع صلاحيات الحكومة غير الموكولة إلى الحكومة الفيدرالية.
بالنتيجة، تحتفظ الولايات الخمسين بالحق في تشكيل حكوماتها بأي صيغة يراها شعب الولاية ملائمة (وذلك استرشادًا بالمقاييس العامة التي نصّ عليها دستور الولايات المتحدة والمادة الرابعة التي يفرضها الكونغرس)، والحق في ممارسة جميع صلاحيات الحكومة التي لم يُسندها الدستور للحكومة الاتحادية. على عكس الحكومة الفيدرالية، تتمتع الولاية بصلاحيات غير منصوص عليها للشرطة، وذلك الحق في وضع القوانين اللازمة لصالح شعبها. وبالتالي، رغم اشتراك حكومات الولايات في عدة سِمات متشابهة، فإنها غالبًا ما تختلف اختلافًا كبيرًا فيما يتعلق بشكل نظام الحكومة ومضمونه. ويعني هذا أنه لا توجد حكومتا ولايتَين متطابقتين تطابقًا تامًا.

### الدساتير
يهتدي تنظيم حكومة الولاية بدستورها الخاص. وتُعتبر العديد من هذه الدساتير ذات طبيعة أكثر تفصيلًا واستفاضةً من الدستور الفيدرالي. على سبيل المثال، يضمّ دستور ولاية ألاباما 310,296 كلمة –أي أكثر من 40 ضعف دستور الولايات المتحدة. على الصعيد العملي، تبنّت الولايات كلّ على حدة إطارًا حكوميًا بسلطات ثلاث: التنفيذية، والتشريعية، والقضائية (رغم أن ذلك لم يكن مطلوبًا منها).
في بواكير التاريخ الأمريكي، ميزت أربع حكومات ولايات نفسها عن غيرها في دساتيرها المبكرة عبر اختيار تعريف نفسها بوصفها كيانات كومنولث بدلًا من ولايات: فرجينيا في العام 1776، وبنسلفانيا في العام 1777، وماساتشوستس في العام 1780، وكنتاكي في العام 1792. وهكذا، مع أن تلك الولايات الأربع لا تختلف عن الولايات الأخرى، فإنها رسميًا كومنولث نظرًا لورود المصطلح في دستورها. ومصطلح الكومنولث نفسه، والذي يشير إلى الدولة التي تُمنح فيها السلطة العليا للشعب، قد استُخدم لأول مرة في ولاية فرجينيا خلال فترة خلو العرش، بين الأعوام 1649 و1660 بين عهدَيّ تشارلز الأول وتشارلز الثاني، وهي الفترة التي أقرّ فيها برلمان أوليفر كرومويل بصفته اللورد الحامي تأسيس الحكومة الجمهورية المعروفة باسم الكومنولث الإنجليزي. في العام 1660، عادت فرجينيا لصفة مستعمرة ملكية، وحُذفت الكلمة من اسمها الرسمي الكامل؛ ولم يُستخدم المصطلح حتى طُرح في حيز التداول مرة أخرى في العام 1776.

#### السلطة التنفيذية
في كل ولاية، يُطلق على الرأس التنفيذي اسم الحاكم، والذي يشغل منصب حاكم الولاية ورئيس الحكومة. يُلجأ إلى اختيار حكّام الولايات عبر الانتخاب المباشر. يجوز للحاكم الموافقة على مشاريع القوانين التي أقرها مجلس الولاية التشريعي أو نقضها، بالإضافة إلى التوصية بمشاريع القوانين والعمل بهدف إقرارها، وعادة ما يدعمه في ذلك حزبه السياسي.

## الولايات المتحدة
فيما يلي قائمة بالولايات المتحدة الخمسين مرتبة أبجدياً، مرفق علم الولاية إزاء كلٍ منها:
- أركنساس
- أريزونا
- ألاباما
- ألاسكا
- إلينوي
- إنديانا
- أوريغون
- أوكلاهوما
- أوهايو
- أيداهو
- آيوا
- بنسيلفانيا
- تكساس
- تينيسي
- جورجيا (ولاية أمريكية)
- داكوتا الجنوبية
- داكوتا الشمالية
- ديلاوير
- رود آيلاند
- فرجينيا
- فلوريدا
- فيرجينيا الغربية
- فيرمونت
- كارولاينا الجنوبية
- كارولاينا الشمالية
- كاليفورنيا
- كانساس
- كنتاكي
- كولورادو
- كونيتيكت
- لويزيانا
- ماريلاند
- ماساتشوستس
- مونتانا
- ميزوري
- ميسيسيبي
- ميشيغان
- مين
- مينيسوتا
- نبراسكا
- نيفادا
- نيوهامبشير
- نيو جيرسي
- نيومكسيكو
- نيويورك
- هاواي
- واشنطن
- وايومنغ
- ويسكونسن
- يوتا

فيما يلي قائمة بالولايات الخمسين مرتبة وفق تاريخ الإعتراف؛ يتضمن الجدول أيضاً عواصم الولايات وعدد السكان تبعاً لإحصاءات عام 1990:
|    | الولاية          | تاريخ الاعتراف | العاصمة        | عدد السكان (عام 1990) |
| -- | ---------------- | -------------- | -------------- | --------------------- |
| 1  | ديلاوير          | 7 ديسمبر 1787  | دوفر           | 668696                |
| 2  | بنسيلفانيا       | 12 ديسمبر 1787 | هاريسبرغ       | 11924710              |
| 3  | نيوجرسي          | 18 ديسمبر 1787 | ترنتون         | 7748634               |
| 4  | جورجيا           | 2 يناير 1788   | أطلنطا         | 6508419               |
| 5  | كونتيكت          | 9 يناير 1788   | هارتفورد       | 3295669               |
| 6  | ماساتشوستس       | 6 فبراير 1788  | بوسطن          | 6029051               |
| 7  | ماريلاند         | 28 أبريل 1788  | أنابوليس       | 4798622               |
| 8  | ساوث كارولاينا   | 23 مايو 1788   | كولمبيا        | 3505707               |
| 9  | نيوهامبشير       | 21 يونيو 1788  | كونكورد        | 1113915               |
| 10 | فيرجينيا         | 25 يونيو 1788  | ريتشموند       | 6216568               |
| 11 | نيويورك          | 26 يوليو 1788  | ألباني         | 18044505              |
| 12 | نورث كارولاينا   | 21 نوفمبر 1789 | رالي           | 6657630               |
| 13 | رود آيلاند       | 29 مايو 1790   | بروفيدنس       | 1005984               |
| 14 | فيرمونت          | 4 مارس 1791    | مونتبليير      | 564964                |
| 15 | كنتاكي           | 1 يونيو 1792   | فرانكفورت      | 3698969               |
| 16 | تنسي             | 1 يونيو 1796   | ناشفيل         | 4896641               |
| 17 | أوهايو           | 1 مارس 1803    | كولمبوس        | 10887325              |
| 18 | لويزيانا         | 30 أبريل 1812  | باتون روج      | 4238216               |
| 19 | إنديانا          | 11 ديسمبر 1816 | إنديانابوليس   | 5564228               |
| 20 | الميسيسيبي       | 10 ديسمبر 1817 | جاكسون         | 2586443               |
| 21 | إلينوي           | 3 ديسمبر 1818  | سبرينج فيلد    | 11466682              |
| 22 | ألاباما          | 14 ديسمبر 1819 | مونتغومري      | 4062608               |
| 23 | مين              | 15 مارس 1820   | أوغوستا        | 1233223               |
| 24 | ميزوري           | 10 أغسطس 1821  | جفرسون سيتي    | 5137804               |
| 25 | أركنساس          | 15 يونيو 1836  | ليتل روك       | 2362239               |
| 26 | ميشيغان          | 26 يناير 1837  | لانسينغ        | 9328784               |
| 27 | فلوريدا          | 3 مارس 1845    | تالاهاسي       | 13003362              |
| 28 | تكساس            | 29 ديسمبر 1845 | أوستن          | 17059805              |
| 29 | آيوا             | 28 ديسمبر 1846 | دي موين        | 2787424               |
| 30 | ويسكنسن          | 29 مايو 1848   | ماديسون        | 4906745               |
| 31 | كاليفورنيا       | 9 سبتمبر 1850  | ساكرامنتو      | 29839250              |
| 32 | مينيسوتا         | 11 مايو 1858   | سينت بول       | 4387029               |
| 33 | أوريغون          | 14 فبراير 1859 | سايلم          | 2853733               |
| 34 | كانساس           | 29 يناير 1861  | توبيكا         | 2485600               |
| 35 | فيرجينيا الغربية | 20 يونيو 1863  | تشارلستون      | 1801625               |
| 36 | نيفادا           | 31 أكتوبر 1864 | كارسون سيتي    | 1206152               |
| 37 | نبراسكا          | 1 مارس 1867    | لينكون         | 1584617               |
| 38 | كولورادو         | 1 أغسطس 1876   | دنفر           | 3307912               |
| 39 | داكوتا الشمالية  | 2 نوفمبر 1889  | بسمارك         | 641364                |
| 40 | داكوتا الجنوبية  | 2 نوفمبر 1889  | بير            | 699999                |
| 41 | مونتانا          | 8 نوفمبر 1889  | هلينا          | 803655                |
| 42 | واشنطن           | 11 نوفمبر 1889 | أوليمبيا       | 4887941               |
| 43 | أيداهو           | 3 يوليو 1890   | بويسي          | 1011986               |
| 44 | وايومينغ         | 10 يوليو 1890  | شايان          | 455975                |
| 45 | يوتا             | 4 يناير 1896   | سولت ليك       | 1727784               |
| 46 | أوكلاهوما        | 16 نوفمبر 1907 | أوكلاهوما سيتي | 3157604               |
| 47 | نيومكسيكو        | 6 يناير 1912   | سانتا فيه      | 1521779               |
| 48 | أريزونا          | 14 فبراير 1912 | فينيكس         | 3677985               |
| 49 | ألاسكا           | 3 يناير 1959   | جونو           | 551947                |
| 50 | هاواي            | 21 أغسطس 1959  | هونولولو       | 1115274               |

بالإضافة إلى الولايات الخمسين، توجد مناطق أخرى تتبع الولايات المتحدة: واشنطن دي سي، بورتو ريكو، ساموا الأمريكية، غوام، جزر ماريانا الشمالية، جزر العذراء الأمريكية.

## الموقع الجغرافي
تتصل جميع الولايات ببعضها البعض، ما عدا ولايتي ألاسكا وهاواي.

## خلفية
ظهرت الولايات الثلاث عشرة الأصلية إلى حيز الوجود في يوليو 1776 أثناء الحرب الثورية الأمريكية (1775-1783)، كخلفاء للمستعمرات الثلاثة عشر، عند الموافقة على قرار لي  والتوقيع على إعلان استقلال الولايات المتحدة. قبل هذه الأحداث كانت كل ولاية مستعمرة بريطانية. ثم انضمت كل واحدة منها إلى الاتحاد الأول بين 1777 و1781، عند التصديق على مواد الاتحاد، أول دستور للولايات المتحدة. أيضا خلال هذه الفترة، وضعت الدول المستقلة حديثا الخاصة الفردية دساتير الولايات، بين الدساتير أقرب مكتوبة في العالم. على الرغم من الاختلاف في التفاصيل، إلا أن دساتير الولايات هذه تشترك في السمات التي من شأنها أن تكون مهمة في النظام الدستوري الأمريكي: كانت جمهورية في الشكل، وتفصل السلطة بين ثلاثة فروع، وكان لمعظمها مجالس تشريعية ذات مجلسين، وتضمنت بيانات أو وثيقة حقوق. في وقت لاحق، من 1787 إلى 1790، صدقت كل ولاية أيضًا على إطار فدرالي جديد للحكومة في دستور الولايات المتحدة. فيما يتعلق بالولايات، وضع دستور الولايات المتحدة مفاهيم الفيدرالية.

## الحكومات
بموجب القانون الدستوري للولايات المتحدة، فإن الولايات الخمسين الفردية والولايات المتحدة ككل هي ولايات قضائية ذات سيادة. الولايات ليست تقسيمات إدارية للبلد؛ يسمح التعديل العاشر لدستور الولايات المتحدة للولايات بممارسة جميع سلطات الحكومة غير المفوضة للحكومة الفيدرالية.
وبالتالي، تحتفظ كل ولاية من الولايات الخمسين بالحق في تنظيم حكومتها الفردية بأي شكل من الأشكال (ضمن المعايير العريضة التي حددها دستور الولايات المتحدة والضمان الجمهوري الذي يفرضه الكونجرس) التي يراها شعبها مناسبة، وممارسة جميع سلطات الحكومة غير. مفوضة للحكومة الاتحادية بموجب الدستور. تتمتع الدولة، على عكس الحكومة الفيدرالية، بسلطة بوليسية غير مذكورة، وهذا هو الحق في سن جميع القوانين اللازمة لرفاهية شعبها. نتيجة لذلك، بينما تشترك حكومات الدول المختلفة في العديد من الميزات المتشابهة، فإنها غالبًا ما تختلف اختلافًا كبيرًا فيما يتعلق بالشكل والجوهر. لا توجد حكومتان متطابقتان.

### الدساتير
يتم تنظيم حكومة كل ولاية وفقًا لدستورها الفردي. العديد من هذه الوثائق أكثر تفصيلاً وتفصيلاً من نظيرتها الفيدرالية. دستور ولاية ألاباما، على سبيل المثال، يحتوي على 310296 كلمة - أكثر من 40 مرة من دستور الولايات المتحدة. في الممارسة العملية، تبنت كل ولاية إطارًا من ثلاثة فروع للحكومة: التنفيذية والتشريعية والقضائية (على الرغم من أن القيام بذلك لم يكن مطلوبًا أبدًا).
في وقت مبكر من التاريخ الأمريكي، ميزت أربع حكومات ولايات نفسها عن الآخرين في دساتيرها الأولى باختيارها تعريف نفسها على أنها دول كومنولث بدلاً من كونها دولًا: فرجينيا، 1776 ؛  بنسلفانيا عام 1777. ماساتشوستس في عام 1780 ؛ وكنتاكي في عام 1792. وبالتالي، في حين أن هذه الدول الأربع هي مثل الولايات الأخرى، فإن كل منها رسميًا عبارة عن كومنولث لأن المصطلح وارد في دستورها. وقد استخدمت هذا المصطلح، الكومنولث، والذي يشير إلى الدولة التي تناط السلطة العليا في الناس، لأول مرة في ولاية فرجينيا خلال خلو، في الفترة 1649-1660 بين عهدي تشارلز الأول وتشارلز II خلالها البرلمان أوليفر كرومويل كما أسس اللورد حامي الحكومة الجمهورية المعروفة باسم كومنولث إنجلترا. أصبحت فرجينيا مستعمرة ملكية مرة أخرى في عام 1660، وحُذفت الكلمة من العنوان الكامل؛ ذهب دون استخدام حتى أعيد تقديمه في عام 1776.

#### تنفيذي
في كل ولاية، يُطلق على الرئيس التنفيذي اسم الحاكم، الذي يشغل منصب رئيس الدولة ورئيس الحكومة. يتم اختيار جميع المحافظين عن طريق الانتخاب المباشر. يجوز للحاكم الموافقة على مشاريع القوانين التي أقرها المجلس التشريعي للولاية أو الاعتراض عليها، بالإضافة إلى التوصية والعمل من أجل تمرير مشاريع القوانين، وعادة ما يدعمها حزبهم السياسي. في 44 ولاية، يتمتع الحكام بحق نقض البنود. معظم الولايات لديها سلطة تنفيذية متعددة، مما يعني أن الحاكم ليس المسؤول الحكومي الوحيد في الولاية المسؤول عن سلطتها التنفيذية. في هذه الولايات، يتم توزيع السلطة التنفيذية بين المسؤولين الآخرين،  المنتخبين من قبل الشعب بشكل مستقل عن الحاكم - مثل نائب الحاكم والمدعي العام والمراقب المالي ووزير الخارجية وغيرهم.
تسمح دساتير 19 ولاية للمواطنين بإقالة واستبدال مسؤول عام منتخب قبل نهاية فترة ولايتهم من خلال انتخابات عزل. تتبع كل ولاية إجراءاتها الخاصة لانتخابات سحب الثقة، وتضع قيودها الخاصة على عدد المرات، ومدى السرعة التي يمكن إجراؤها بعد الانتخابات العامة. في جميع الولايات، يمكن للهيئات التشريعية عزل مسؤولي الفرع التنفيذي للولاية، بما في ذلك المحافظون، الذين ارتكبوا انتهاكات خطيرة لسلطتهم من مناصبهم. تتضمن عملية القيام بذلك المساءلة (توجيه تهم محددة)، والمحاكمة، حيث يعمل المشرعون كهيئة محلفين.

#### تشريعي
المسؤوليات الأساسية للهيئات التشريعية للولايات هي سن قوانين الولاية والأموال المناسبة لإدارة السياسة العامة. في جميع الولايات، إذا استخدم الحاكم حق النقض ضد مشروع قانون (أو جزء منه)، فلا يزال من الممكن أن يصبح قانونًا إذا تجاوز المجلس التشريعي حق النقض (يعيد تمرير مشروع القانون)، والذي يتطلب في معظم الولايات تصويت ثلثي كل مجلس. في 49 ولاية من أصل 50 ولاية، يتكون المجلس التشريعي من مجلسين: مجلس سفلي (يسمى بشكل مختلف مجلس النواب، أو جمعية الولاية، أو الجمعية العامة أو مجلس المندوبين) ومجلس أعلى أصغر، في جميع الولايات يسمى مجلس الشيوخ. الاستثناء هو مجلس نبراسكا التشريعي بغرفة واحدة، والتي لديها مجلس واحد فقط. معظم الولايات لديها هيئة تشريعية بدوام جزئي (تسمى تقليديا الهيئة التشريعية للمواطنين). تعتبر الهيئات التشريعية العشر للولايات بدوام كامل؛ هذه الهيئات تشبه الكونغرس الأمريكي أكثر من غيرها.
يتم اختيار أعضاء الهيئة التشريعية لكل ولاية عن طريق الانتخاب المباشر. في Baker v. كار (1962) ورينولدز ضد. Sims (1964)، رأت المحكمة العليا الأمريكية أن جميع الولايات مطالبة بانتخاب هيئاتها التشريعية بطريقة تمنح كل مواطن نفس الدرجة من التمثيل (معيار صوت واحد لشخص واحد). من الناحية العملية، تنتخب معظم الولايات المشرعين من الدوائر الفردية، ولكل منها نفس عدد السكان تقريبًا. بعض الولايات، مثل ماريلاند وفيرمونت، تقسم الولاية إلى دوائر فردية ومتعددة الأعضاء. في هذه الحالة، يجب أن تضم الدوائر متعددة الأعضاء عددًا أكبر نسبيًا من السكان، على سبيل المثال، يجب أن تضم الدائرة التي تنتخب ممثلين اثنين تقريبًا ضعف عدد سكان الدائرة التي تنتخب واحدًا فقط. أنظمة التصويت المستخدمة في جميع أنحاء البلاد هي: الفائز الأول في الدوائر الفردية، والأصوات المتعددة غير القابلة للتحويل في الدوائر متعددة الأعضاء.
في عام 2013، كان هناك ما مجموعه 7383 مشرعًا في 50 هيئة تشريعية تابعة للولاية. لقد ربحوا من 0 دولار سنويًا (نيو مكسيكو) إلى 90526 دولارًا (كاليفورنيا). كان هناك تعويضات مختلفة عن البدل اليومي والأميال.

#### قضائية
يمكن للولايات أيضًا تنظيم أنظمتها القضائية بشكل مختلف عن القضاء الفيدرالي، طالما أنها تحمي الحق الدستوري الفيدرالي لمواطنيها في الإجراءات الإجرائية الواجبة. لدى معظمهم محكمة على مستوى المحاكمة، تسمى عمومًا محكمة جزئية، أو محكمة عليا أو محكمة دائرية، ومحكمة استئناف من المستوى الأول، تسمى عمومًا محكمة الاستئناف (أو الاستئناف)، والمحكمة العليا. ومع ذلك، يوجد في أوكلاهوما وتكساس محاكم عليا منفصلة للاستئناف الجنائي. تسمى المحكمة الابتدائية في ولاية نيويورك بالمحكمة العليا. يتم رفع الاستئناف أولاً إلى دائرة الاستئناف بالمحكمة العليا، ومن هناك إلى محكمة الاستئناف.
تمارس أنظمة محاكم الولاية اختصاصًا قضائيًا واسعًا وكاملًا وعامة، على عكس المحاكم الفيدرالية، وهي محاكم ذات اختصاص محدود. يتم الاستماع إلى الغالبية العظمى من القضايا الجنائية والمدنية في الولايات المتحدة في محاكم الولايات. في كل عام، يتم رفع ما يقرب من 30 مليون قضية جديدة في محاكم الولايات ويبلغ العدد الإجمالي للقضاة في جميع محاكم الولايات حوالي 30000 - للمقارنة، يتم رفع مليون قضية جديدة كل عام في المحاكم الفيدرالية، التي تضم حوالي 1700 قاضٍ.
تستند معظم الولايات في نظامها القانوني على القانون العام الإنجليزي (مع تغييرات أصلية كبيرة وإدماج بعض ابتكارات القانون المدني)، باستثناء لويزيانا، المستعمرة الفرنسية السابقة، التي تستمد أجزاء كبيرة من نظامها القانوني من القانون المدني الفرنسي.
فقط عدد قليل من الدول يختار أن يعمل القضاة في محاكم الولاية لمدى الحياة. في معظم الولايات، يتم انتخاب القضاة أو تعيينهم، بما في ذلك قضاة أعلى محكمة في الولاية، لفترة محددة من السنوات ويكونون مؤهلين عادةً لإعادة انتخابهم أو إعادة تعيينهم.

### الدول كنظم وحدوية
جميع الولايات حكومات موحدة وليست اتحادات أو مجموعات من الحكومات المحلية. يتم إنشاء الحكومات المحلية داخلها وتوجد بموجب قانون الولاية، وتخضع الحكومات المحلية داخل كل ولاية للسلطة المركزية لتلك الدولة المعينة. عادة ما تفوض حكومات الولايات بعض السلطات للوحدات المحلية وتوجه قرارات السياسة إليهم للتنفيذ. في عدد قليل من الولايات، يُسمح لوحدات الحكومة المحلية بدرجة من الحكم الذاتي في مختلف الأمور. النظرية القانونية السائدة لتفوق الدولة على الحكومات المحلية، والمشار إليها بقاعدة ديلون، تنص على أن:
تحدد كل ولاية لنفسها الصلاحيات التي ستسمح بها للحكومات المحلية. عمومًا، يمكن إعطاء أربع فئات من السلطة للسلطات القضائية المحلية:
- وظيفي - سلطة ممارسة الحكم الذاتي المحلي بطريقة واسعة أو محدودة،
- المالية - سلطة تحديد مصادر الإيرادات، وتحديد معدلات الضرائب، واقتراض الأموال والأنشطة المالية الأخرى ذات الصلة،
- الأفراد - سلطة وضع قواعد العمل ومعدلات الأجور وظروف العمل والمفاوضة الجماعية.[41]»

## العلاقات

### بين الدول
دخلت كل ولاية اعترف بها الكونغرس إلى الاتحاد منذ عام 1789 على قدم المساواة مع الولايات الأصلية من جميع النواحي. مع نمو الدفاع عن حقوق الدول خلال فترة ما قبل الحرب، أكدت المحكمة العليا، في قضية المستأجر بولارد ضد. هاجان (1845)، أن الدستور ينص على قبول دول جديدة على أساس المساواة. بموافقة الكونجرس، يجوز للولايات الدخول في مواثيق واتفاقيات بين ولايتين أو أكثر. كثيرًا ما تُستخدم الاتفاقيات لإدارة مورد مشترك، مثل البنية التحتية للنقل أو حقوق المياه.
بموجب المادة الرابعة من الدستور، التي تحدد العلاقة بين الولايات، يتعين على كل ولاية أن تعطي الثقة الكاملة والائتمان لأعمال الهيئات التشريعية والمحاكم لكل منهما، والتي يُفترض عمومًا أنها تتضمن الاعتراف بمعظم العقود والأحكام الجنائية، وقبل عام 1865 كانت حالة العبودية. بموجب بند التسليم، يجب على الدولة تسليم الأشخاص الموجودين هناك الذين فروا من تهم «الخيانة أو الجناية أو جرائم أخرى» في دولة أخرى إذا طلبت الدولة الأخرى ذلك. غالبًا ما تسمح الدولة بمبدأ المطاردة الحثيثة لمجرم مفترض واعتقاله من قبل ضباط القانون في دولة ما في دولة أخرى.
لا توجد استثناءات للإيمان الكامل وتوقع الائتمان، وقد تكون بعض الترتيبات القانونية، مثل الترخيص المهني والزواج، خاصة بالولاية، وحتى وقت قريب لم تجد المحاكم أن الدول مطالبة باحترام مثل هذه الترتيبات من الدول الأخرى. ومع ذلك، غالبًا ما يتم الاعتراف بهذه الأفعال القانونية من دولة إلى أخرى وفقًا لممارسة المجاملة الشائعة. يُحظر على الدول التمييز ضد مواطني الدول الأخرى فيما يتعلق بحقوقهم الأساسية، بموجب بند الامتيازات والحصانات.

### مع الحكومة الفيدرالية
بموجب المادة الرابعة، تضمن كل ولاية شكلًا من أشكال الحكم قائم على المبادئ الجمهورية، مثل موافقة المحكومين. لطالما كان هذا الضمان في طليعة النقاش الدائر حول حقوق المواطنين في مواجهة الحكومة. يتم ضمان حماية الولايات أيضًا من الغزو، وكذلك، بناءً على طلب الهيئة التشريعية للولاية (أو السلطة التنفيذية، إذا تعذر انعقاد المجلس التشريعي)، من العنف المنزلي. نوقش هذا الحكم خلال أعمال الشغب في ديترويت عام 1967 ولكن لم يتم الاحتجاج به.

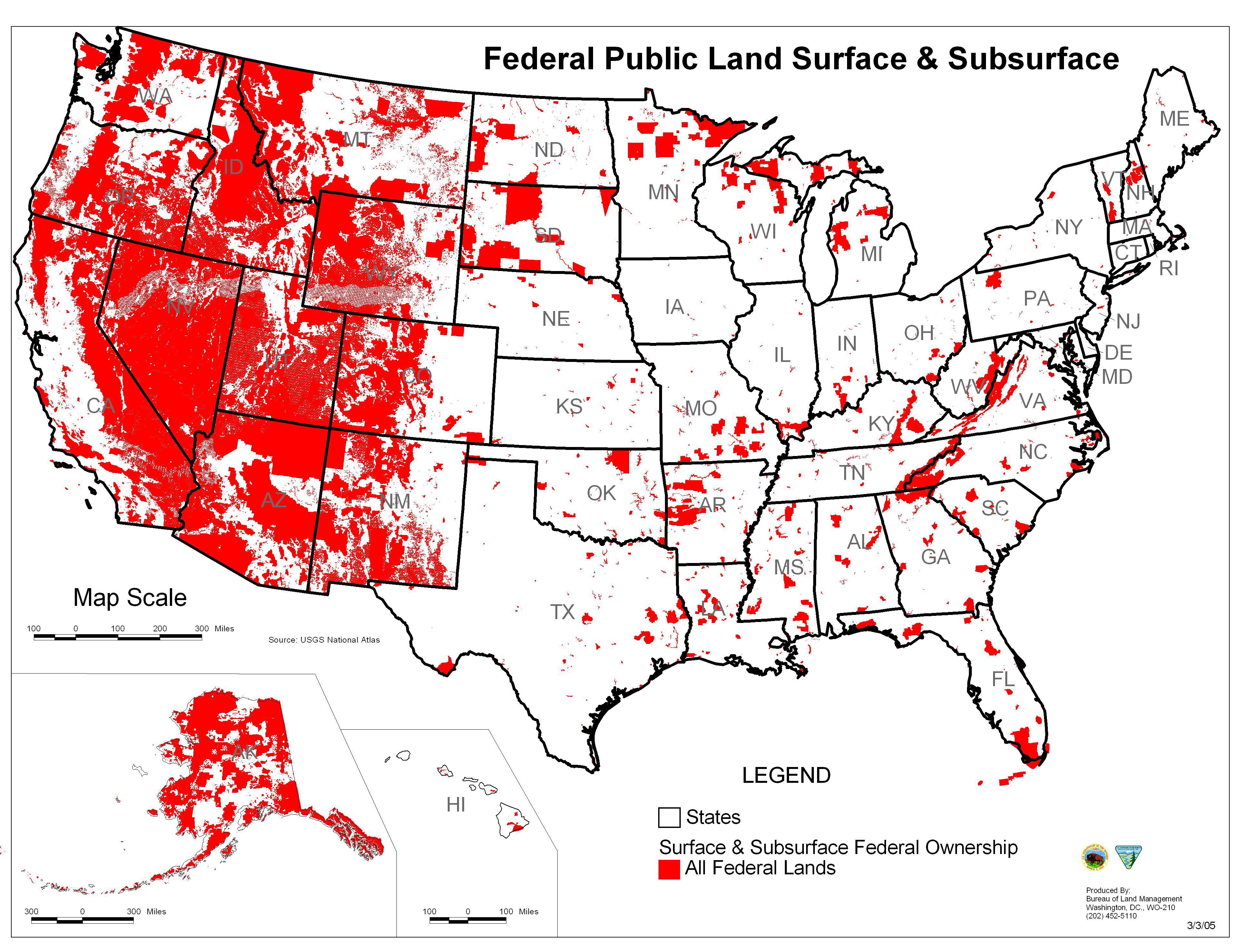
ملكية الأراضي الفيدرالية في الولايات الخمسين

ينص بند السيادة (المادة السادسة، البند 2) على أن الدستور، والقوانين الاتحادية الصادرة بموجبه، والمعاهدات المبرمة تحت سلطته، تشكل القانون الأعلى للبلاد. ينص على أن محاكم الولايات ملزمة بالقانون الأعلى ؛ في حالة وجود تعارض بين القانون الفيدرالي وقانون الولاية، يجب تطبيق القانون الفيدرالي. حتى دساتير الولايات تخضع للقانون الفيدرالي.
تُفهم حقوق الدول بشكل أساسي بالرجوع إلى التعديل العاشر. يفوض الدستور بعض السلطات للحكومة القومية، ويحظر بعض السلطات على الولايات. يحتفظ التعديل العاشر بجميع الصلاحيات الأخرى للولايات أو للشعب. سلطات الكونجرس الأمريكي مذكورة في المادة الأولى، القسم 8، على سبيل المثال، سلطة إعلان الحرب. إن إبرام المعاهدات هو إحدى الصلاحيات المحظورة على الولايات، حيث يتم إدراجها ضمن صلاحيات أخرى في المادة الأولى، القسم 10.
من بين سلطات المادة الأولى التي تم تعدادها للكونغرس سلطة تنظيم التجارة. منذ أوائل القرن العشرين، أدى تفسير المحكمة العليا «لشرط التجارة» هذا، بمرور الوقت، إلى توسيع نطاق السلطة الفيدرالية كثيرًا، على حساب السلطات التي كانت تعتبر في السابق من الأمور الخاصة بالولايات البحتة. يقول تاريخ كامبريدج الاقتصادي للولايات المتحدة، «عمومًا، وخاصة بعد منتصف ثمانينيات القرن التاسع عشر، فسرت المحكمة بند التجارة لصالح السلطة الفيدرالية المتزايدة.»  في عام 1941، المحكمة العليا في الولايات المتحدة ضد. أيد داربي قانون معايير العمل العادلة لعام 1938، معتبراً أن الكونجرس لديه السلطة بموجب بند التجارة لتنظيم ظروف التوظيف. ثم، بعد عام واحد، في ويكارد ضد فيلبورن، وسعت المحكمة السلطة الفيدرالية لتنظيم الاقتصاد من خلال التأكيد على أن تلك السلطة الفيدرالية بموجب بند التجارة تمتد إلى الأنشطة التي قد تبدو محلية بطبيعتها ولكنها في الواقع تؤثر على الاقتصاد الوطني بأكمله وبالتالي فهي ذات أهمية وطنية. على سبيل المثال، يمكن للكونغرس تنظيم حركة السكك الحديدية عبر خطوط الولاية، ولكنه قد ينظم أيضًا حركة السكك الحديدية داخل الولاية فقط، بناءً على حقيقة أن حركة المرور داخل الولاية لا تزال تؤثر على التجارة بين الولايات. من خلال مثل هذه القرارات، يجادل أستاذ القانون ديفيد إف فورتي، «حولت المحكمة سلطة التجارة إلى ما يعادل سلطة تنظيمية عامة وفككت الهيكل الأصلي لواضعي السياسات للسلطات المحدودة والمفوضة.» بعد ذلك، استند الكونجرس إلى بند التجارة لتوسيع التشريع الجنائي الفيدرالي، وكذلك للإصلاحات الاجتماعية مثل قانون الحقوق المدنية لعام 1964. فقط خلال العقدين الماضيين، من خلال قرارات في قضايا مثل تلك في قضية الولايات المتحدة ضد لوبيز (1995) والولايات المتحدة ضد موريسون (2000)، حاولت المحكمة تقييد سلطة البند التجاري للكونغرس.
قوة أخرى للكونغرس عدّدت هي قدرته على فرض الضرائب والإنفاق. مثال على ذلك هو نظام المساعدة الفيدرالية للطرق السريعة، والتي تشمل نظام الطريق السريع بين الولايات. النظام مفوض وممول كثيرًا من قبل الحكومة الفيدرالية ويخدم مصالح الولايات. من خلال التهديد بحجب الأموال الفيدرالية للطرق السريعة، تمكن الكونجرس من الضغط على الهيئات التشريعية في الولايات لتمرير قوانين مختلفة.[بحاجة لمصدر] مثال على ذلك هو سن الشرب القانوني على مستوى البلاد البالغ 21 عامًا، والذي تم سنه من قبل كل ولاية، والذي تم إحداثه بموجب قانون الحد الأدنى لسن الشرب. على الرغم من أن البعض اعترض على أن هذا ينتهك حقوق الولايات، إلا أن المحكمة العليا أيدت هذه الممارسة باعتبارها استخدامًا مسموحًا به للبند 483 يو إس 203 لسنة (1987) الإنفاق في الدستور في قضية ساوث داكوتا ضد دول.
على النحو المنصوص عليه في المادة الأولى من الدستور، التي تحدد الكونغرس الأمريكي، يتم تمثيل كل ولاية في مجلس الشيوخ (بغض النظر عن حجم السكان) من قبل اثنين من أعضاء مجلس الشيوخ، ويضمن لكل منهما ممثل واحد على الأقل في مجلس النواب. يتم اختيار أعضاء مجلس الشيوخ والنواب في انتخابات شعبية مباشرة في الولايات المختلفة. (قبل عام 1913، كان أعضاء مجلس الشيوخ ينتخبون من قبل المجالس التشريعية للولايات. يوجد حاليًا 100 من أعضاء مجلس الشيوخ، يتم انتخابهم عمومًا لفترات متداخلة مدتها ست سنوات، ويتم اختيار ثلثهم كل عامين. يتم انتخاب النواب عمومًا أو من دوائر فردية لمدة سنتين (غير متداخلة). يتم تحديد حجم مجلس النواب - حاليًا 435 عضوًا مصوتًا - بموجب قانون اتحادي. توزع المقاعد في مجلس النواب بين الولايات بما يتناسب مع أحدث تعداد عشري ينص عليه الدستور. يتم تحديد حدود هذه المناطق من قبل الولايات بشكل فردي من خلال عملية تسمى إعادة تقسيم الدوائر، وداخل كل ولاية، يجب أن يكون عدد السكان متساويين تقريبًا في جميع المقاطعات.
ينتخب المواطنون في كل ولاية بالإضافة إلى مواطني مقاطعة كولومبيا الرئيس ونائب الرئيس بشكل غير مباشر. عند الإدلاء بأصواتهم في الانتخابات الرئاسية، فإنهم يصوتون للناخبين الرئاسيين، الذين ينتخبون بعد ذلك، وفقًا للإجراءات المنصوص عليها في التعديل الثاني عشر، الرئيس ونائب الرئيس. كان هناك 538 ناخباً في آخر انتخابات رئاسية في عام 2020 ؛ استند توزيع الأصوات الانتخابية على تعداد 2010. يحق لكل ولاية أن يكون لها عدد من الناخبين يساوي العدد الإجمالي للممثلين وأعضاء مجلس الشيوخ من تلك الولاية ؛ مقاطعة كولومبيا مخولة لثلاثة ناخبين.
بينما يحدد الدستور معايير لانتخاب المسؤولين الفيدراليين، فإن قانون الولاية، وليس الفيدرالي، ينظم معظم جوانب الانتخابات في الولايات المتحدة، بما في ذلك الانتخابات التمهيدية، وأهلية الناخبين (بما يتجاوز التعريف الدستوري الأساسي)، وإدارة الهيئة الانتخابية لكل ولاية. فضلا عن إجراء الانتخابات الولائية والمحلية. تتم إدارة جميع الانتخابات - الفيدرالية والولائية والمحلية - من قبل الولايات الفردية، وقد تختلف بعض قواعد وإجراءات التصويت فيما بينها.
المادة الخامسة من الدستور تنص على دور رئيسي في عملية تعديل دستور الولايات المتحدة. يمكن اقتراح التعديلات إما من قبل الكونغرس بأغلبية ثلثي الأصوات في كل من مجلسي النواب والشيوخ، أو من خلال مؤتمر دستوري دعا إليه ثلثا المجالس التشريعية للولاية. لكي يصبح التعديل جزءًا من الدستور، يجب أن تتم المصادقة عليه - على النحو الذي يحدده الكونجرس - من قبل الهيئات التشريعية لثلاثة أرباع الولايات أو اتفاقيات تصادق الولايات في ثلاثة أرباع الولايات. التصويت في كل ولاية (إما للتصديق على تعديل مقترح أو رفضه) له وزن متساو، بغض النظر عن عدد سكان الولاية أو طول الفترة الزمنية في الاتحاد.

### مع دول أخرى
الولايات الأمريكية ليست ذات سيادة بالمعنى الويستفالي في القانون الدولي الذي ينص على أن لكل دولة السيادة على أراضيها وشؤونها الداخلية، مع استبعاد جميع القوى الخارجية، على أساس مبدأ عدم التدخل في الشؤون الداخلية لدولة أخرى، وأن كل الدولة (مهما كانت كبيرة أو صغيرة) متساوية في القانون الدولي. بالإضافة إلى ذلك، لا تمتلك الولايات الأمريكية الخمسين سيادة قانونية دولية، مما يعني أنها غير معترف بها من قبل دول أخرى ذات سيادة مثل، على سبيل المثال، فرنسا أو ألمانيا أو المملكة المتحدة. الحكومة الفيدرالية هي المسؤولة عن العلاقات الدولية، لكن قادة حكومات الولايات والحكومات المحلية يسافرون أحيانًا إلى بلدان أخرى ويقيمون علاقات اقتصادية وثقافية.

## القبول في الاتحاد

الولايات الأمريكية حسب تاريخ الدولة :

الترتيب الذي تم بموجبه تصديق الولايات الثلاث عشرة الأصلية على الدستور، ثم الترتيب الذي تم بموجبه قبول الدول الأخرى في الاتحاد

كما تمنح المادة الرابعة للكونغرس سلطة قبول ولايات جديدة في الاتحاد. منذ إنشاء الولايات المتحدة عام 1776، توسع عدد الولايات من 13 إلى 50 ولاية. تم قبول كل ولاية جديدة على قدم المساواة مع الولايات القائمة. تحظر المادة الرابعة أيضًا إنشاء ولايات جديدة من أجزاء من الولايات القائمة دون موافقة كل من الولايات المتضررة والكونغرس. تم تصميم هذا التحذير لمنح الولايات الشرقية التي لا تزال لديها مطالبات بالأراضي الغربية (بما في ذلك جورجيا ونورث كارولينا وفيرجينيا)، حق النقض بشأن ما إذا كانت مقاطعاتها الغربية يمكن أن تصبح ولايات،  وعملت هذه الوظيفة نفسها منذ ذلك الحين وفي أي وقت طرح اقتراح بتقسيم دولة أو ولايات قائمة من أجل أن تنضم منطقة بداخلها إلى دولة أخرى أو لإنشاء دولة جديدة أمام الكونجرس.
تم تشكيل معظم الولايات التي تم قبولها في الاتحاد بعد الدول الثلاث عشرة الأصلية من إقليم منظم أنشأه وحكمه الكونجرس وفقًا لسلطته العامة بموجب المادة الرابعة، القسم 3، البند 2. تم وضع الخطوط العريضة لهذه العملية بموجب مرسوم الشمال الغربي (1787)، الذي يسبق التصديق على الدستور. في بعض الحالات، أصبحت منطقة بأكملها دولة ؛ في جزء آخر من منطقة ما.
عندما يعلن سكان إقليم ما عن رغبتهم في إقامة دولة للحكومة الفيدرالية، يجوز للكونغرس تمرير قانون تمكين يخول سكان تلك المنطقة تنظيم مؤتمر دستوري لكتابة دستور الولاية كخطوة نحو الانضمام إلى الاتحاد. يفصل كل قانون الآلية التي سيتم من خلالها قبول الإقليم كدولة بعد التصديق على دستورها وانتخاب مسؤولي الدولة. على الرغم من أن استخدام قانون تمكين هو ممارسة تاريخية تقليدية، إلا أن عددًا من الأقاليم قد صاغت دساتير لتقديمها إلى الكونجرس في غياب قانون تمكين وتم قبولها لاحقًا. عند قبول هذا الدستور وتلبية أي شروط إضافية للكونغرس، اعترف الكونجرس دائمًا بتلك المنطقة كدولة.
بالإضافة إلى الولايات الثلاث عشرة الأصلية، لم تكن ست ولايات لاحقة أبدًا إقليمًا منظمًا للحكومة الفيدرالية، أو جزءًا من واحدة، قبل قبولها في الاتحاد. تم فصل ثلاثة من دولة قائمة بالفعل، ودخلت اثنتان إلى الاتحاد بعد أن كانتا دولتين ذات سيادة، وتم إنشاء واحدة من منطقة غير منظمة:
- كاليفورنيا، 1850، من الأرض التي تنازلت عنها المكسيك للولايات المتحدة في عام 1848 بموجب شروط معاهدة غوادالوبي هيدالغو.[65][66][67]
- كنتاكي، 1792، من فيرجينيا (مقاطعة كنتاكي: مقاطعات فاييت وجيفرسون ولينكولن [65][66][68]
- مين، 1820، من ماساتشوستس (مقاطعة مين) [65][66][68]
- تكساس، 1845، جمهورية تكساس سابقًا [65][66][69]
- فيرمونت، 1791، سابقًا جمهورية فيرمونت (تُعرف أيضًا باسم منح نيو هامبشاير وتطالب بها نيويورك) [65][66][70]
- فيرجينيا الغربية، 1863، من فيرجينيا (مقاطعات منطقة ترانس أليغيني ) أثناء الحرب الأهلية [66][68][71]

الكونغرس غير ملزم بقبول الدول، حتى في تلك المناطق التي يعبر سكانها عن رغبتهم في إقامة دولة. كان هذا هو الحال عدة مرات خلال تاريخ الأمة. في إحدى الحالات، سعى رواد المورمون في مدينة سالت ليك إلى إنشاء ولاية ديزيريت في عام 1849. كانت موجودة لمدة تزيد قليلاً عن عامين ولم تتم الموافقة عليها من قبل كونغرس الولايات المتحدة. وفي حالة أخرى، اقترح زعماء القبائل الخمس المتحضرة (شيروكي وتشيكاسو وتشوكتاو وكريك وسيمينول) في الأراضي الهندية إنشاء ولاية سيكوياه في عام 1905، كوسيلة للاحتفاظ بالسيطرة على أراضيهم. فشل الدستور المقترح في نهاية المطاف في الكونغرس الأمريكي. وبدلاً من ذلك، تم دمج كل من الإقليم الهندي وإقليم أوكلاهوما في ولاية أوكلاهوما الجديدة في عام 1907. حدثت الحالة الأولى بينما كانت الأمة لا تزال تعمل بموجب مواد الاتحاد. كانت ولاية فرانكلين موجودة لعدة سنوات، بعد فترة ليست طويلة من نهاية الثورة الأمريكية، ولكن لم يعترف بها الكونغرس الكونفدرالي، الذي اعترف في نهاية المطاف بادعاء نورث كارولينا بالسيادة على المنطقة. أصبحت المنطقة التي تتألف من فرانكلين فيما بعد جزءًا من الإقليم الجنوبي الغربي، وفي النهاية من ولاية تينيسي.
بالإضافة إلى ذلك، تأخر دخول عدة ولايات إلى الاتحاد بسبب عوامل معقدة مميزة. من بينها، إقليم ميشيغان، الذي قدم التماسًا إلى الكونغرس لإقامة دولة في عام 1835، لم يُقبل في الاتحاد حتى عام 1837، بسبب نزاع حدودي مع ولاية أوهايو المجاورة. طلبت جمهورية تكساس الضم إلى الولايات المتحدة في عام 1837، لكن المخاوف بشأن الصراع المحتمل مع المكسيك أخرت قبول تكساس لمدة تسع سنوات. تم تأجيل إقامة ولاية كانساس لعدة سنوات (1854-1861) بسبب سلسلة من الصراعات الداخلية العنيفة التي تضمنت فصائل مناهضة للعبودية ومؤيدة للعبودية. كما تم تأجيل محاولة ولاية فرجينيا الغربية لإقامة دولة بسبب العبودية وتم تسويتها عندما وافقت على تبني خطة تدريجية لإلغاء العبودية.

## الولايات الجديدة الممكنة

### بورتوريكو
تشير بورتوريكو، وهي منطقة غير مدمجة في الولايات المتحدة، إلى نفسها باسم «كومنولث بورتوريكو» في النسخة الإنجليزية من دستورها، وهذا المصطلح يعني الدولة الحرة المنتسبة (بالإسبانية: Estado Libre Asociado) (بالإنجليزية: Associated Free State). كما هو الحال مع جميع مناطق الولايات المتحدة، لا يتمتع سكانها بتمثيل كامل في كونغرس الولايات المتحدة. تتمتع بورتوريكو بتمثيل محدود في مجلس النواب الأمريكي في شكل مفوض مقيم، ومندوب له حقوق تصويت محدودة في لجنة المجلس بكامل هيئته في حالة الاتحاد، ولكن لا توجد حقوق تصويت بخلاف ذلك.
تم إجراء استفتاء غير ملزم بشأن إقامة الدولة أو الاستقلال أو خيار جديد لإقليم مرتبط (يختلف عن الوضع الحالي) في 6 نوفمبر 2012. واختار واحد وستون بالمائة (61٪) من الناخبين خيار الدولة، بينما تم تسليم ثلث الأصوات فارغًا.
في 11 ديسمبر 2012، أصدرت الجمعية التشريعية لبورتوريكو قرارًا متزامنًا يطلب من الرئيس والكونغرس في الولايات المتحدة الرد على استفتاء شعب بورتوريكو، الذي عقد في 6 نوفمبر 2012، لإنهاء شكله الحالي. من الوضع الإقليمي والبدء في عملية قبول بورتوريكو كدولة.
تم إجراء استفتاء آخر على الوضع في 11 يونيو 2017، حيث اختار 97٪ من الناخبين إقامة دولة. كانت نسبة المشاركة منخفضة، حيث ذهب 23 ٪ فقط من الناخبين إلى صناديق الاقتراع، حيث حث المدافعون عن استمرار الوضع الإقليمي والاستقلال الناخبين على مقاطعتها.
في 27 يونيو 2018، تم تقديم قانون الموارد البشرية 6246 في مجلس النواب الأمريكي بغرض الاستجابة والامتثال للإرادة الديمقراطية لمواطني الولايات المتحدة المقيمين في بورتوريكو كما تم التعبير عنها في الاستفتاءات العامة التي أجريت في 6 نوفمبر 2012، و11 يونيو 2017، من خلال تحديد شروط قبول أراضي بورتوريكو كدولة من دول الاتحاد. القانون لديه 37 من الرعاة الأصليين بين الجمهوريين والديمقراطيين في مجلس النواب الأمريكي.
في 3 نوفمبر 2020، أجرت بورتوريكو استفتاءً آخر. في الاستفتاء غير الملزم، صوت البورتوريكيون لصالح أن يصبحوا دولة. كما صوتوا لصالح الحاكم الموالي للدولة، بيدرو بييرلويزي.

### واشنطن العاصمة
كان قصد الآباء المؤسسين هو أن تكون عاصمة الولايات المتحدة في موقع محايد، ولا تعطي خدمة لأية دولة قائمة ؛ نتيجة لذلك، تم إنشاء مقاطعة كولومبيا في عام 1800 لتكون بمثابة مقر الحكومة. نظرًا لأنها ليست ولاية، فليس للمنطقة تمثيل في مجلس الشيوخ ولديها مندوب ليس له حق التصويت في المجلس ؛ ولا حكومة منتخبة ذات سيادة. بالإضافة إلى ذلك، قبل التصديق على التعديل الثالث والعشرين في عام 1961، لم يحصل مواطنو المقاطعات على حق التصويت في الانتخابات الرئاسية.
تدعم الغالبية العظمى من سكان المقاطعة إقامة دولة بشكل ما لتلك الولاية القضائية - سواء كانت ولاية للمقاطعة بأكملها أو للجزء المأهول، مع بقاء الباقي تحت الولاية القضائية الفيدرالية. في تشرين الثاني (نوفمبر) 2016، صوّت سكان واشنطن العاصمة في استفتاء على إقامة الولاية حيث أيد 86٪ من الناخبين إقامة الولاية في واشنطن العاصمة. لتحقيق إقامة الدولة، يجب أن يوافق عليها الكونغرس.

### آخرون
الدول الجديدة المحتملة الأخرى هي غوام وجزر العذراء الأمريكية، وكلاهما إقليمان منظمان غير مدمجين في الولايات المتحدة. أيضًا، إما كومنولث جزر ماريانا الشمالية أو ساموا الأمريكية، وهي منطقة غير منظمة وغير مدمجة، يمكن أن تسعى إلى إقامة دولة.

## الانفصال عن الاتحاد
لا يتطرق الدستور إلى مسألة ما إذا كان يمكن لدولة أن تنفصل عن الاتحاد. نصت المادة السابقة لها، مواد الاتحاد، على أن الولايات المتحدة «يجب أن تكون دائمة». كانت مسألة ما إذا كانت الدول الفردية تمتلك حق الانفصال أحادي الجانب أم لا سمة نوقشت بشدة في الخطاب السياسي للدول منذ وقت مبكر من تاريخها وظلت موضوعًا صعبًا ومثيرًا للانقسام حتى الحرب الأهلية الأمريكية. في عامي 1860 و1861، أعلنت 11 ولاية جنوبية انفصالها عن الولايات المتحدة وانضمت لتشكيل الولايات الكونفدرالية الأمريكية (CSA). بعد هزيمة القوات الكونفدرالية من قبل جيوش الاتحاد في عام 1865، أعيدت تلك الولايات إلى الاتحاد خلال حقبة إعادة الإعمار التي تلت ذلك. لم تعترف الحكومة الفيدرالية أبدًا بسيادة وكالة الفضاء الكندية، ولا بصحة مراسيم الانفصال التي اعتمدتها الدول المنفصلة.
بعد الحرب، المحكمة العليا للولايات المتحدة، في قضية تكساس ضد. وايت (1869)، اعتبر أن الدول ليس لها الحق في الانفصال وأن أي عمل انفصالي باطل قانونيًا. بالاعتماد على ديباجة الدستور، التي تنص على أن المقصود من الدستور «تكوين اتحاد أكثر كمالا» ويتحدث عن شعب الولايات المتحدة في الواقع كهيئة سياسية واحدة، فضلاً عن لغة مواد الاتحاد، أكدت المحكمة العليا أن الولايات ليس لها الحق في الانفصال. ومع ذلك، فإن إشارة المحكمة في نفس القرار إلى إمكانية حدوث مثل هذه التغييرات «من خلال الثورة، أو من خلال موافقة الولايات»، تعني أساسًا أن هذا القرار ينص على أنه لا يحق لأي دولة أن تقرر من جانب واحد مغادرة الاتحاد.

## أصول أسماء الولايات

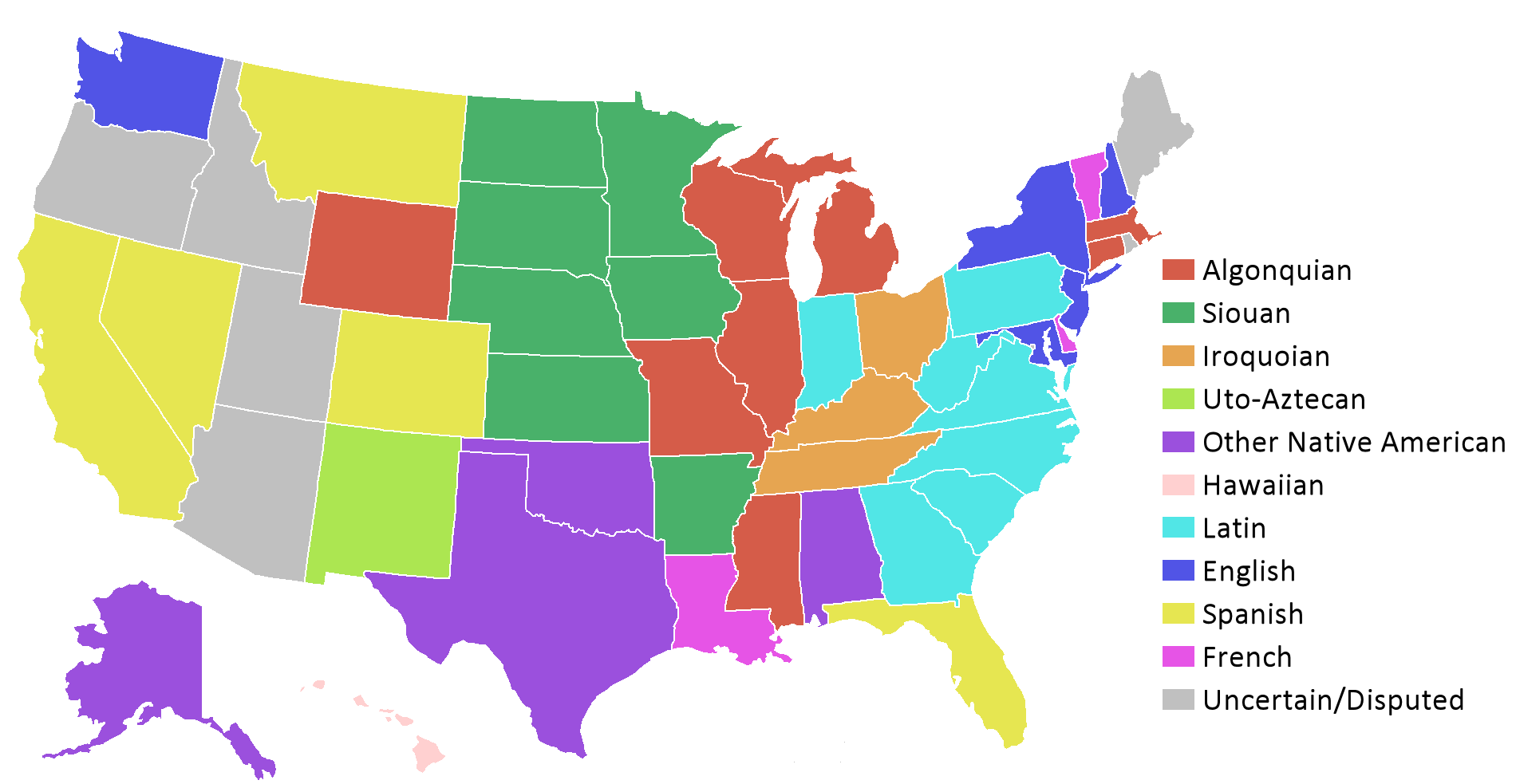
خريطة توضح اللغات المصدر لأسماء الولايات

أخذت 50 ولاية أسمائها من مجموعة متنوعة من اللغات. أربعة وعشرون اسم دولة نشأت من لغات الأمريكيين الأصليين. من بين هؤلاء، ثمانية من لغات ألجونكويان، وسبع من لغات سيوان، وثلاثة من لغات إيروكوا، وواحد من لغات Uto-Aztecan وخمسة أخرى من لغات أصلية أخرى. اسم هاواي مشتق من لغة هاواي البولينيزية.
من بين الأسماء المتبقية، 22 من اللغات الأوروبية. سبعة منها من اللاتينية (بشكل رئيسي أشكال لاتينية للأسماء الإنجليزية) والباقي من الإنجليزية والإسبانية والفرنسية. تمت تسمية إحدى عشرة ولاية على أسماء الأفراد، بما في ذلك سبع منها تم تسميتها على اسم العائلة المالكة وواحدة تم تسميتها على اسم رئيس الولايات المتحدة. أصول أسماء الدول الست غير معروفة أو متنازع عليها. احتفظت العديد من الدول التي تشتق أسمائها من الأسماء (الفاسدة) المستخدمة للشعوب الأصلية بنهاية الجمع للحرف "s".

## جغرافية

### الحدود
تم تحديد حدود الولايات الثلاث عشرة الأصلية إلى حد كبير من خلال المواثيق الاستعمارية. تم تعديل حدودهم الغربية لاحقًا حيث تنازلت الولايات عن مطالباتها بالأراضي الغربية للحكومة الفيدرالية خلال الثمانينيات والتسعينيات من القرن الثامن عشر. تم تعيين العديد من حدود الولايات بخلاف تلك التي كانت موجودة في الأصل 13 من قبل الكونجرس حيث أنشأ أقاليم، وقسمها، ومع مرور الوقت، أنشأ دولًا داخلها. غالبًا ما اتبعت خطوط الدولة الإقليمية والجديدة ميزات جغرافية مختلفة (مثل الأنهار أو قمم سلسلة الجبال)، وتأثرت بأنماط الاستيطان أو النقل. في أوقات مختلفة، أصبحت الحدود الوطنية مع الأراضي التي كانت تسيطر عليها سابقًا دول أخرى (أمريكا الشمالية البريطانية، وفرنسا الجديدة، وإسبانيا الجديدة بما في ذلك فلوريدا الإسبانية، وأمريكا الروسية) مؤسسية باعتبارها حدود الولايات الأمريكية. في الغرب، غالبًا ما تسود الخطوط المستقيمة التعسفية نسبيًا التي تتبع خطوط الطول والعرض بسبب تناثر المستوطنات غرب نهر المسيسيبي.
بمجرد إنشائها، كانت معظم حدود الدول، مع استثناءات قليلة، مستقرة عمومًا. نمت ولايتان فقط، ميزوري (شراء بلات) ونيفادا بصورة ملحوظة بعد قيام الدولة. تنازلت العديد من الولايات الأصلية عن الأرض، على مدى عدة سنوات، للحكومة الفيدرالية، والتي أصبحت بدورها الإقليم الشمالي الغربي، والإقليم الجنوبي الغربي، وإقليم ميسيسيبي. في عام 1791، تنازلت ميريلاند وفيرجينيا عن الأرض لإنشاء مقاطعة كولومبيا (تم إرجاع جزء فيرجينيا في عام 1847). في عام 1850، تنازلت تكساس عن قطعة كبيرة من الأراضي للحكومة الفيدرالية. بالإضافة إلى ذلك، فقد ماساتشوستس وفيرجينيا (في مناسبتين) الأرض، في كل حالة لتشكيل دولة جديدة.
كان هناك العديد من التعديلات الطفيفة الأخرى على حدود الدولة على مر السنين بسبب المسوحات المحسنة، أو حل التعاريف الغامضة أو المتنازع عليها للحدود، أو تعديلات طفيفة متفق عليها للحدود للراحة الإدارية أو لأغراض أخرى. من حين لآخر، يتعين على الكونجرس أو المحكمة العليا الأمريكية تسوية النزاعات الحدودية بين الولايات. أحد الأمثلة البارزة هو قضية نيو جيرسي ضد نيويورك، حيث فازت نيو جيرسي بحوالي 90٪ من جزيرة إليس من نيويورك عام 1998.
بمجرد قبول الكونجرس لإقليم ما كحالة من حالات الاتحاد، يجب أن توافق الولاية على أي تغييرات تتعلق بالاختصاص القضائي لتلك الولاية والكونغرس. حدث الانتهاك المحتمل الوحيد لهذا عندما أعلن المجلس التشريعي لفيرجينيا انفصال فرجينيا عن الولايات المتحدة في بداية الحرب الأهلية الأمريكية ووافق مجلس تشريعي بديل في ولاية فرجينيا تم تشكيله حديثًا، معترف به من قبل الحكومة الفيدرالية، على انفصال ولاية فرجينيا الغربية عن الولايات المتحدة. فرجينيا.

### التجمع الإقليمي
قد يتم تجميع الدول في مناطق ؛ هناك العديد من الاختلافات والتجمعات الممكنة. يتم تعريف العديد في القانون أو اللوائح من قبل الحكومة الفيدرالية. على سبيل المثال، يحدد مكتب الإحصاء بالولايات المتحدة أربع مناطق إحصائية، مع تسعة أقسام. تعريف منطقة مكتب التعداد (الشمال الشرقي والغرب الأوسط والجنوب والغرب) «مستخدم على نطاق واسع... لجمع البيانات وتحليلها،»  وهو نظام التصنيف الأكثر استخدامًا. المناطق الأخرى متعددة الولايات غير رسمية، ويتم تحديدها من خلال الجغرافيا أو التقارب الثقافي بدلاً من خطوط الدولة.

## روابط خارجية
- معلومات حول جميع الدول من مكتبات UCB GovPubs.
- أدلة موارد الدولة، من مكتبة الكونغرس.
- جداول بالمناطق والسكان والكثافات والمزيد (حسب ترتيب السكان).
- جداول بالمناطق والسكان والكثافات والمزيد (أبجديًا).
- حكومات الولايات والأقاليم على USA.gov.
- رئيس الدولة - قاعدة بيانات إحصائية للولايات الأمريكية.
- 50states.com - الدول والعواصم.